# MónNatura Delta
MónNatura Delta, és un equipament de la Fundació Catalunya-La Pedrera. Ubicat al Delta de l'Ebre, al Montsià, MónNatura Delta és un centre que disposa d'unes instal·lacions a la part inferior de la llengua del delta de l'Ebre, en un paisatge d'arrossars i llacunes molt característic de la zona. Des del 2014, s'hi celebra anualment el Delta Birding Festival, l'únic festival internacional d'ornitologia a Catalunya.